# Maków (gmina)
Pour les articles homonymes, voir Maków.
Maków est une gmina rurale du powiat de Skierniewice, Łódź, dans le centre de la Pologne. Son siège est le village de Maków, qui se situe environ 7 km à l'ouest de Skierniewice et 44 km au nord-est de la capitale régionale Łódź.
La gmina couvre une superficie de 82,97 km2 pour une population de 5 996 habitants.

## Géographie
La gmina inclut les villages de Dąbrowice, Jacochów, Krężce, Maków, Maków-Kolonia, Pszczonów, Sielce Lewe, Sielce Prawe, Słomków, Święte Laski, Święte Nowaki et Wola Makowska.
La gmina borde la ville de Skierniewice et les gminy de Godzianów, Lipce Reymontowskie, Łyszkowice et Skierniewice.